# Базова генерація

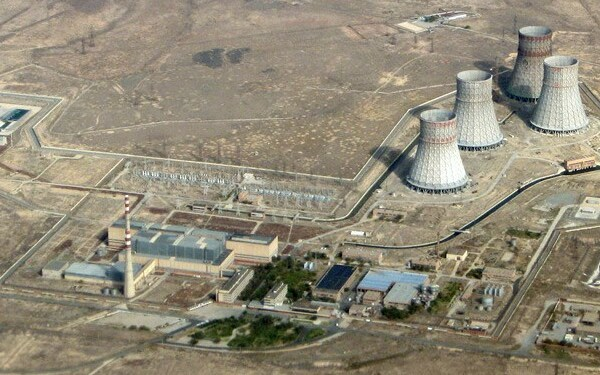
Деякі перші атомні станції, такі як ВВЕР-440 (на фото в Мецаморі), були розроблені для роботи у базовій генерації

Базова генерація — це мінімальний рівень попиту у електричній мережі протягом певного періоду часу, наприклад, одного тижня. Цей попит можна задовольнити незмінними електростанціями, диспетчеризованою генерацією або набором менших періодичних джерел енергії залежно від того, який підхід має найкраще поєднання вартості, доступності та надійності на будь-якому конкретному ринку. Залишок попиту, що змінюється протягом дня, задовольняється диспетчеризованою генерацією, яку можна швидко збільшити або зменшити, як-от електростанції, що слідують за навантаженням, маневрові електростанції або накопичувачі енергії.
Електростанції, які не швидко змінюють свою вихідну потужність, наприклад деякі великі вугільні або атомні станції, зазвичай називаються електростанціями базової генерації. У 20 столітті більшість або весь попит на базове навантаження задовольнявся електростанціями базової генерації, тоді як нові потужності, засновані на відновлюваних джерелах енергії, часто використовують гнучку генерацію.

## Опис
Оператори електромереж приймають довгострокові та короткострокові заявки на постачання електроенергії протягом різних періодів часу та постійно балансують попит і пропозицію. Детальні коригування відомі як проблема зобов'язань у виробництві електроенергії.
Хоча історично великі електромережі використовували незмінні електростанції для забезпечення базової генерації, для цього немає жодних особливих технічних вимог. Базове навантаження може бути однаково добре задоволеним відповідною кількістю змінних джерел живлення та диспетчеризованої генерації.
Незмінними електростанціями можуть бути вугільні, атомні електростанції, електростанції комбінованого циклу, для запуску та зупинки яких може знадобитися кілька днів, гідроелектростанції, геотермальні, біогазові, біомасові, геліотермальні з накопиченням і перетворення теплової енергії океану.
Бажаний атрибут диспетчеризуємості стосується деяких газових станцій і гідроелектростанцій. Оператори електромереж також використовують обмеження, щоб відключати електростанції від мережі, коли їх енергія не потрібна.

## Економіка

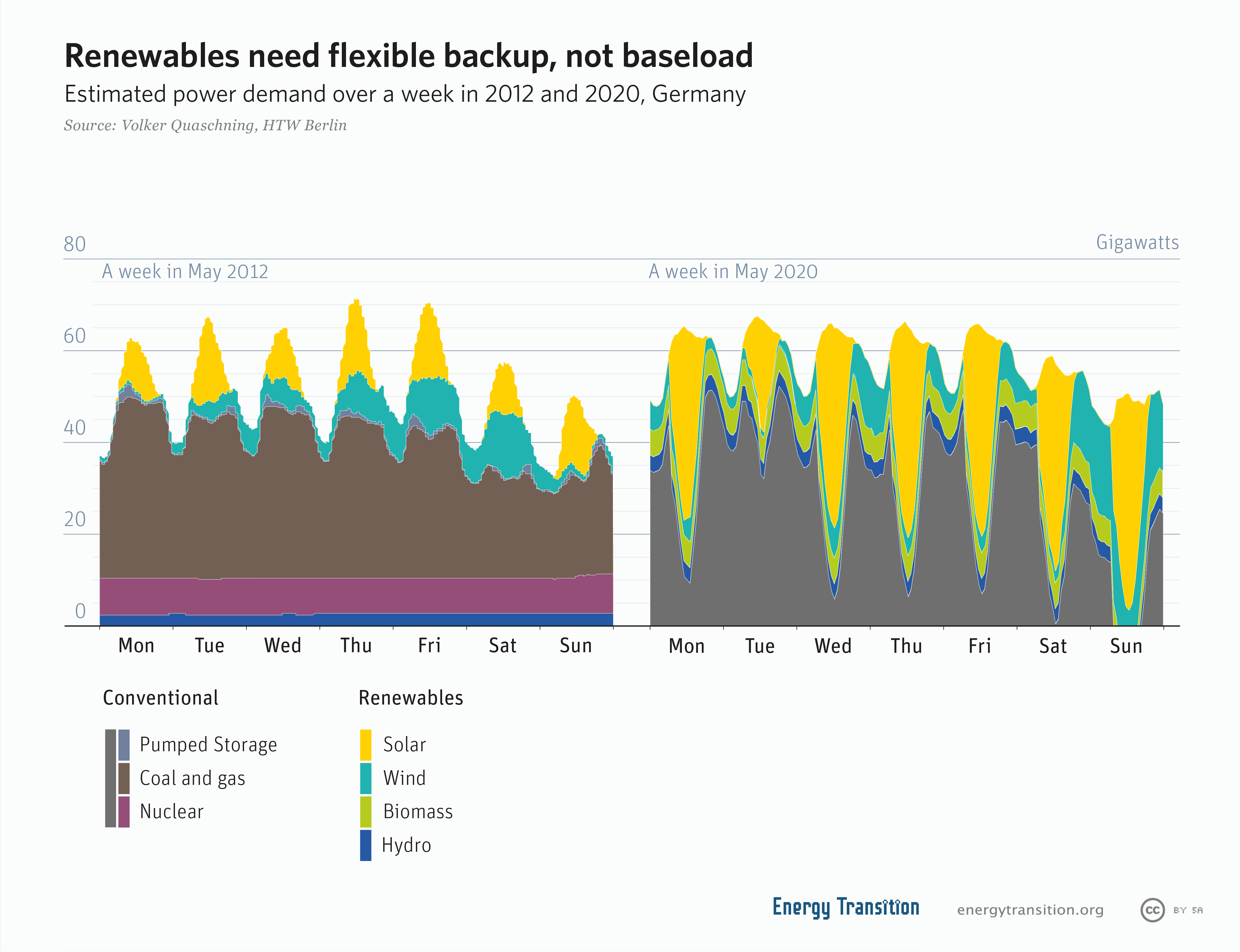
Мережі з високим рівнем проникнення відновлюваних джерел енергії, як правило, потребують більш гнучкої генерації, а не базового навантаження

Оператори електромереж збирають пропозиції, щоб знайти найдешевші джерела електроенергії на короткострокові та довгострокові періоди закупівлі.
Атомні та вугільні електростанції мають дуже високі постійні витрати, високий коефіцієнт завантаження установки але дуже низькі граничні витрати. З іншого боку, станції маневрової генерації, як ті, що працюють на природному газі, мають низькі постійні витрати, низький коефіцієнт завантаження станції та високі граничні витрати.
Деякі вугільні та атомні електростанції не змінюють виробництво відповідно до вимог енергоспоживання, оскільки інколи економніше працювати на постійних рівнях виробництва, і не всі електростанції розраховані на це. МЕА припустило, що вугільні електростанції не повинні працювати як базова генерація, оскільки вони викидають багато вуглекислого газу, що спричиняє зміну клімату. Деякі атомні електростанції фізично можуть використовуватися як електростанції, що слідують за навантаженням, і певною мірою змінюють свою потужність, щоб допомогти задовольнити різні вимоги.
Деякі електростанції з комбінованим циклом, які зазвичай працюють на газі, можуть забезпечити базову генерацію, а також можливість рентабельного циклічного перемикання вгору та вниз відповідно до більш швидких коливань споживання.